# Réserves de biosphère au Portugal
Le Portugal compte 12 réserves de biosphère (en portugais : reservas da Biosfera) reconnues par l'Unesco dans le cadre du programme sur l'homme et la biosphère.
Parmi les réserves de biosphère portugaises, trois sont transfrontières avec l'Espagne et cinq sont situées sur des îles.
Les réserves de biosphère portugaises sont fédérées via le Réseau Portugais des Réserves de biosphère créé en 2011.

## Liste

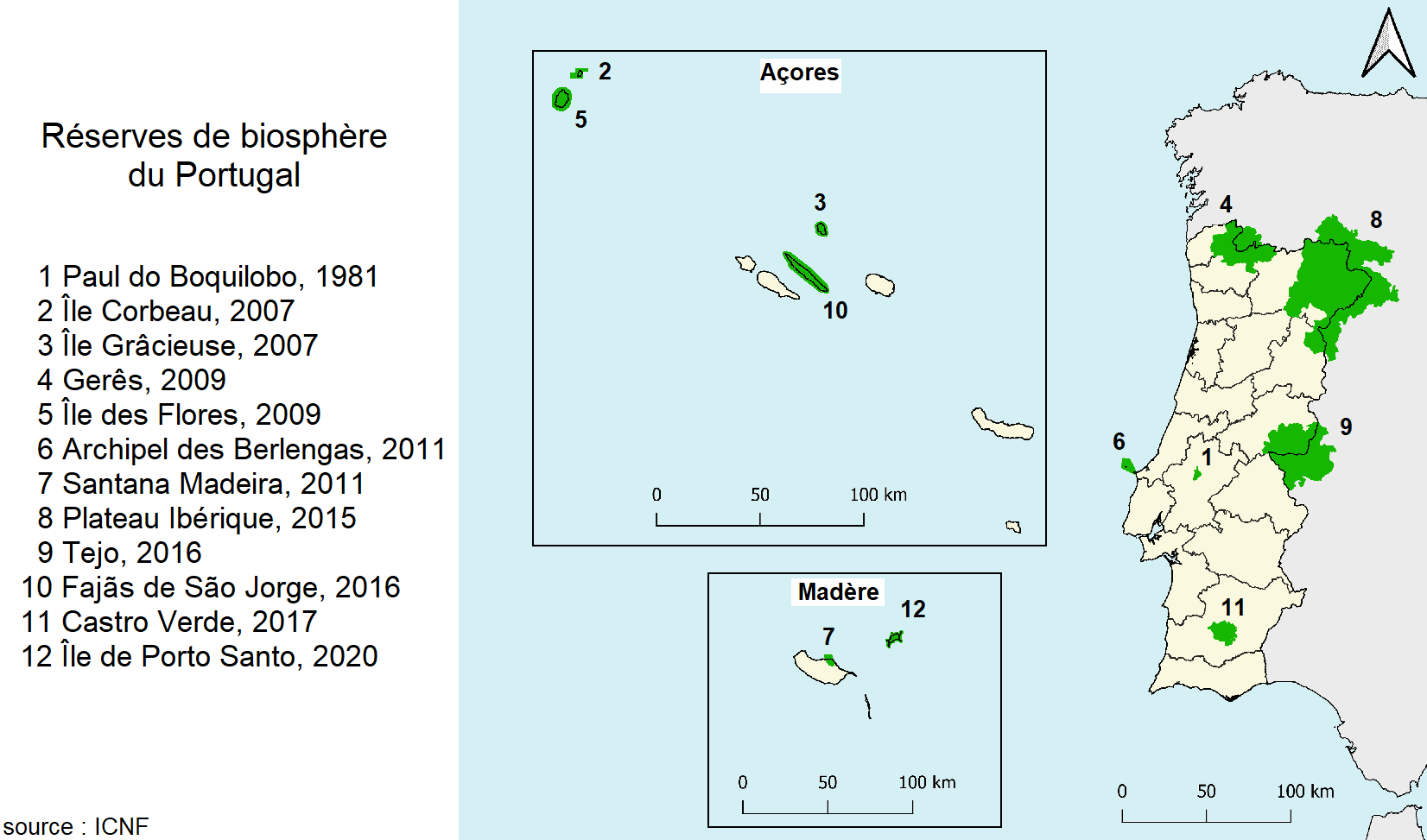
Carte des RB portugaises en 2020

| #  | Réserve de biosphère                                                       | Région           | Année | Surface (ha) | Illustration |
| -- | -------------------------------------------------------------------------- | ---------------- | ----- | ------------ | ------------ |
| 1  | Réserve de biosphère de Paul do Boquilobo (RBPB)                           | Centre, Alentejo | 1981  | 554          |              |
| 2  | Réserve de biosphère de l'île Corbeau                                      | Açores           | 2007  | 25 853       |              |
| 3  | Réserve de biosphère de l'île Grâcieuse                                    | Açores           | 2007  | 12 172       |              |
| 4  | Réserve de biosphère transfrontalière de Gerês/Xurés (Espagne/Portugal)    | Nord             | 2009  | 259 496      |              |
| 5  | Réserve de biosphère de l'île des Flores                                   | Açores           | 2009  | 59           |              |
| 6  | Réserve de biosphère de l'Archipel des Berlengas                           | Centre           | 2011  | 18 502       |              |
| 7  | Réserve de biosphère de Santana Madeira                                    | Madère           | 2011  | 15 218       |              |
| 8  | Réserve de biosphère transfrontière du Plateau Ibérique (Espagne/Portugal) | Nord             | 2015  | 1 132 606    |              |
| 9  | Réserve de biosphère transfrontière de Tejo/Tajo (Espagne/Portugal)        | Centre, Alentejo | 2016  | 428 274      |              |
| 10 | Réserve de biosphère des Fajãs de São Jorge                                | Açores           | 2016  | 98 114       |              |
| 11 | Réserve de biosphère de Castro Verde                                       | Alentejo         | 2017  | 56 944       |              |
| 12 | Réserve de biosphère de l’île de Porto Santo                               | Madère           | 2020  |              |              |